# Simele (underdistrikt)
Simele (kurdiska: ناحيێ سێمێل, Naḧî-ê Sêmêl, eller شارەدێى سێمێل, Sharedê-î Sêmêl, arabiska: ناحية سيميل, Nāḩīyat Saymayl) är ett underdistrikt i Irak.   Det ligger i provinsen Dahuk, i den norra delen av landet, 400 km norr om huvudstaden Bagdad.